# Maximum Carnage
Carnificina Total (em inglês: Maximum Carnage), também chamado de Homem-Aranha: Carnificina Total (em inglês: Spider-Man: Maximum Carnage), é um arco de histórias em quadrinhos do Homem-Aranha, baseados nos personagens Carnificina, Venom e Homem-Aranha, produzidos pela Marvel Comics e publicados de maio a agosto de 1993.

## Enredo
Como o simbionte alienígena ao qual ele estava ligado foi destruído durante sua captura, Cletus Kasady é presumido impotente e preso no Asilo Ravencroft. No entanto, o simbionte sofreu uma mutação em seu sangue antes de sua destruição, permitindo que Kasady reconstituísse o simbionte e escapasse. Durante sua fuga, Kasady novamente se autodenominando Carnificina liberta a companheira de cela Frances Barrison / Shriek.
Ao longo de sua matança subsequente pela cidade de Nova York, eles recrutam Spider-Doppelganger, Gabriel Stacy / Duende Cinza e Carrion. Carnificina se autodenomina seu "pai", mas, na verdade, todos desprezam Carnificina e ficam com o grupo por devoção a Shriek. À medida que o número de mortos aumenta, Peter Parker / Homem-Aranha, Eddie Brock / Venom, Steve Rogers / Capitão América, Felicia Hardy / Gata Negra, Nightwatch, Manto e Adaga, Danny Rand / Punho de Ferro, Deathlok, Dr. Michael Morbius, o Vampiro Vivo e Firestar se juntam à causa de detê-los, mas os heróis estão polarizados entre o desejo de Venom de parar Carnificina a todo custo e a recusa do Homem-Aranha em usar métodos violentos, e o Homem-Aranha finalmente abandona Venom às misericórdias de Carnificina. Além disso, Shriek usa seus poderes psíquicos para transformar a população da cidade de Nova York em uma turba sanguinária, permitindo que os assassinos continuem sua fúria impunemente.
Carnificina finalmente se volta contra o resto de sua gangue e, na batalha que se segue, Shriek é distraída de usar seu poder psíquico. Aproveitando a calmaria, os heróis adquirem um dispositivo da Rand Corporation que projeta sentimentos de amor e esperanças nos vilões, dominando-os. Carnificina foge, fingindo sua morte cobrindo uma vítima com uma fantasia de simbionte falsa, e os outros são capturados. Uma vez que os heróis são dispersos, Carnificina embosca Venom. O dispositivo deixou o simbionte frenético e confuso, e Venom o ataca implacavelmente antes de jogá-lo em um gerador elétrico. Carnificina é nocauteado e deixado para ser encarcerado.

## Jogo eletrônico
Em 1994, um ano após o lançamento da história, o jogo eletrônico Spider-Man and Venom: Maximum Carnage, baseado na história homônima foi lançado. O jogo recebeu críticas mistas do público e da mídia.